# Herbert Shelton
Herbert Macgolfin Shelton (Wylie, 6 ottobre 1895 – 1º gennaio 1985) è stato uno scrittore di medicina alternativa e attivista statunitense, educatore alla salute, vegetariano e fautore del crudismo e del digiuno terapeutico. Shelton fu nominato dall'American Vegetarian Party per concorrere come candidato per la Presidenza degli Stati Uniti nel 1956. Già dal decennio 1930-1940 egli si considerava il difensore delle idee originali sull'igienismo.
Insieme anche a John Henry Tilden, Albert Mosséri, Raymond Dextreit, è stato uno dei padri fondatori della corrente naturopatica chiamata igienismo, o igiene naturale.
Autore di numerosi libri e ricerche, la sua opera maggiore fu Il digiuno può salvarvi la vita nel quale riporta le sue esperienze e casistiche nel suo studio sul digiuno fra i suoi pazienti, nell'arco di numerosi anni.
Shelton afferma che la cottura altera il valore nutritivo dei cibi e che un corpo sano ha la capacità di ristabilirsi dalla malattia senza ausilio dell'intervento medico. Aspramente criticato dai suoi contemporanei per il suo sostegno mostrato alla pratica del digiuno contro quella dei trattamenti medici.

## Biografia
Alla sua nascita, prematura, da una gravidanza durata solo sette mesi, avvenuta il 6 ottobre a Wylie (Texas), Shelton pesava appena 1,4 kg. Si racconta che il parto avvenne durante un temporale in una fattoria in rovina e il neonato fu tenuto al caldo all'interno di una scatola di sigari in legno posta vicino a una stufa in acciaio. I suoi genitori, Thomas Mitchell Shelton e Mary Frances Gutherie Shelton, ferventi religiosi cristiani, lo invogliarono a studiare le sacre scritture. Già da bambino Shelton nutriva interesse per gli animali, osservandone in special modo le attitudini comportamentali durante la malattia e il loro ristabilimento. Quello che lo intrigava in modo particolare era il digiuno praticato dagli animali della fattoria in cui viveva, allorché cadevano ammalati.
1901. La famiglia si trasferisce a Greenville (Texas).
1911. Viene influenzato dagli scritti del naturopata Bernarr Macfadden pubblicati sulla rivista Physical Culture, per cui inizia a interessarsi della ricerca sulla salute. Conosce così tramite articoli di giornale la pratica del digiuno e la dieta crudista, iniziando a diminuire il consumo di cibi cotti a favore di noci, frutta e verdura fresca. La sua corporatura è quella di un giovane atletico e robusto che inizia a praticare il sollevamento pesi. Mentre sua madre era consenziente alle scelte del figlio, il padre è nettamente contrario e cerca in tutti i modi di dissuaderlo. Tramite Macfadden, ha modo di conoscere e studiare l'opera di Russell Thacher Trall ( The True Healing Art) e quella di Sylvester Graham.
1913. L'ultimo anno di scuola secondaria, Shelton, conosce al Century Medical and Hygiene dottori e insegnanti dediti alla ricerca sulla "guarigione senza medicamenti": Robert Walker, Felix Oswald, Charles Page, Isaac Jennings e Thomas Low. Lo stesso Shelton sperimenta positivamente su sé stesso tre giorni di digiuno descrivendo questa esperienza come "energetica e ringiovanente".
1917. Durante la prima guerra mondiale Shelton, in quanto pacifista, viene arrestato e imprigionato per avere pubblicamente manifestato contro la guerra e la non violenza. Viene comunque arruolato nell'esercito dove svolge la mansione di "sorvegliante delle cucine" (KP duty) e meccanico. Continua da autodidatta a studiare igiene naturale a interessarsi ai lavori di William Alcott, James Jackson, Mary Gove, Harriet Austin e John Henry Tilden (cercando anche minuziosamente nella Bibbia tutti i riferimenti al digiuno). La conclusione a cui perviene è che "il sistema medico è il più pericoloso di tutti".
1919. Shelton studia al college  di Fiscultopatia di Bernarr Macfadden a Chicago e durante i corsi di specializzazione come interno al Sanatorio Crane a Elmhurst (Illinois) oltre che ai sanatori di Lindlahr e Sahler. Successivamente proseguirà il suo corso di perfezionamento al Peerless College di Chiropratica nell'Illinois e come internato alla Crandall Health School della Pennsylvania.
1921. All'età di 25 anni Shelton sposa Ida Pape (allora ventunenne) e si trasferisce nella città di New York per studiare alla scuole americane di chiropratica e di naturopatia dove consegue la laurea in naturopatia e letteratura naturopatica.
1922. Pubblica in proprio il suo primo libro, Fundamentals of Nature Cure ma, osservando con attenzione il Movimento d'Igiene Naturale (lanciato nel 1832 da Isaac Jennings e Sylvester Graham), egli ne mutò il titolo in An Introduction to Natural Hygiene. Il libro non venne gradito dai naturopati d'allora, a causa dell'ampia trattazione dell'"igiene naturale" a scapito della cura naturale tout court.  In questo periodo il ventisettenne Shelton si rende conto che il Movimento d'Igiene Naturale, promosso da Isaac Jennings e  Sylvester Graham nel 1832 costituiva un sistema distinto che ha solo la necessità di essere messo a punto e tenuto separato dalla altre discipline naturopatiche. Shelton continua il suo corso di perfezionamento al Peerless College of Chiropractic (Illinois) e come internato alla Crandall Health School (Pennsylvania).
1924. Shelton e sua moglie Ida hanno un figlio che chiameranno Bernarr.
1925. Shelton comincia a scrivere sul periodico Physical Culture pubblicato da McFadden con la tirata di 1 milione di copie.  Insieme a G. R. Clements fonda la rivista How to Live che chiude quasi subito. Scrive per il quotidiano New York Evening Graphic dove critica decisamente i trattamenti medici, suscitando scalpore nell'opinione pubblica e reazioni contrastanti.
1927. In questo periodo Shelton è continuamente perseguitato nella sua attività di igienista dai sostenitori della "dottrina medica" e dalla polizia. Viene tre volte arrestato, imprigionato e tre volte multato per aver svolto la professione medica senza autorizzazione. Gli arresti continuarono periodicamente nel corso dei tre decenni successivi, mentre continua instancabile a fare conferenze e campagne propagandistiche per far valere le sue idee. Shelton lascia il New York Evening Graphic in quanto non ama cooperare con la politica pubblicitaria del giornale. Tra le varie vicissutidini legali e penali la sua attività non cessa, anzi ha un certo riscontro popolare.
1928. Shelton e famiglia si trasferiscono a San Antonio (Texas) e apre sette "Scuole delle Salute" (Health School) dove le persone seguono il corso relativo ai loro digiuni. Pubblica Human Life Its Philosophy & Laws, rifacendosi a Sylvester Graham, Trall, Jennings, Walker, Page e altri pionieri dell'igiene naturale.
1929. Ida mette al mondo una figlia, Willodeen, al culmine della Grande Depressione. Difficoltà a sbarcare il lunario per gli Shelton.
1931. La pubblicazione del nono libro (The Hygienic Care of Children), tratto da conferenze fatte in varie università nel giro di oltre vent'anni, lo fa diventare molto popolare.
1932. Shelton viene ancora imprigionato e rilasciato ripetutamente per la pratica illegale della professione medica. Infine trovato colpevole dell'accusa di violazione del Medical Practice Act, sconta 30 giorni di carcere al Rikers Island.

Shelton ha un suo programma radiofonico che tratta di salute intitolato "Igienismo e digiuno".
Per mantenersi Shelton e sua moglie si adattano a fare i lavori più umili.
Lo stacanovista Shelton allo stesso tempo tiene conferenze a livello internazionale che proseguiranno nei due decenni successivi, ma che alla fine intaccheranno il suo sistema nervoso e il suo intero organismo.
In questo anno il giovane Esser inizia la sua pratica con Shelton.
1934. Pubblica The Hygienic System" ("il sistema igienista"), un'opera divisa in sette volumi con i seguenti titoli:
- Ortobionomica (economia del vivere corretto)
- Ortotropia (Nutrizione e combinazione degli alimenti)
- Digiuno
- Ortocinesiologia (esercizio correttivo)
- Ortogenetica (correzione sessuale)
- Malattie
- Ortopatia (correzione di malattie specifiche)
1935. Vengono pubblicati altri suoi libri:
- Syphilis: Werewolf of Medicine ("Sifilide: lupo mannaro della medicina")
- The Exploitation of Human Suffering ("Lo sfruttamento della sofferenza umana")
1939. Dopo i precedenti tentativi falliti, Shelton riesce a fondare una rivista mensile sull'igienismo (Hygienic Review) che si rifà ai precetti di Tilden. Il giornale ha come obiettivo quello di informare con continuità sui vari aspetti dell'Igienismo (i sette stadi della malattia, la salute messa a rischio dall'assunzione di farmaci, le pratiche pericolose realizzate dagli uomini di medicina), fornendo loro per intero i "requisiti fondamentali per la vita". La rivista ottiene un enorme successo (benché scarsi profitti) e gli articoli inizialmente sono quasi esclusivamente scritti da Shelton. Al suo apogeo la rivista conta circa 1900 ricercatori sulla salute.
1940. Dopo la morte di John Henry Tilden (1940), Shelton viene a rappresentare di fatto l'ultimo collegamento con i pionieri igienisti del XIX secolo. Il lavoro di rivisitazione e divulgazione di principi igienisti graverà tutto sulle spalle di Shelton, Claunch, Esser e Gian-Cursio.
1942. Shelton viene accusato di omicidio colposo per aver praticato un "trattamento a un essere umano senza un regolare attestato di professione medica" portando la paziente in questione (John Gillis) alla morte mediante il digiuno. Esce Health for All, un libro che avrà per molti anni un grande successo commerciale e diverse ristampe.
1943. Gandhi, ispirato dal suo lavoro, invita Shelton in India per un periodo di 6 anni ma, a causa della seconda guerra mondiale, il progetto venne abbandonato. Il Mahatma Gandhi venne molto influenzato da The Science and Fine Art of Fasting, uno dei libri di Shelton che di frequente consultava prima di intraprendere digiuni pubblici (ne fece 17 nell'arco della propria vita) per protesta contro l'occupazione britannica.
1945. In uno sfortunato incidente, a causa di un calcio sferratogli da un cavallo, perde diversi denti nel giro di un periodo di tempo abbastanza lungo, il che gli causerà problemi di masticazione.
1945. Nel corso di quest'anno ritroviamo il nome di Shelton sotto diversi pseudonimi, tra i quali: "Sandbur of the Rio Grande", "The Diamond in the Rough", "The Quack" e "The Workaholic".
1947. Shelton e sua moglie sovrintendono a dei digiunanti alla "Scuola della Salute". Nel decennio 1940-1950 Shelton viene sovente arrestato, incarcerato e tormentato dalla medicina ufficiale statunitense. Nonostante tutto, persevera nel proprio intento assistendo migliaia di digiuni, con conseguente iperattività e responsabilità crescenti. La "Scuola della Salute" sheltoniana cambia per la sesta volta residenza.
1948. Viene costituita a New York una società a livello federale formata da otto membri, chiamata American Physiological and Hygienic Society, ribattezzata nel 1949 American Natural Hygiene Society, di cui facevano parte 400 membri con Shelton come presidente. Vivian Virginia Vetrano frequenta la "Scuola della Salute" di Shelton. A cominciare dalla metà degli anni cinquanta la Vetrano si unirà alla causa igienista, tenendo conferenze insieme a Shelton, studiando intensamente e scrivendo articoli.
1949. Shelton è il presidente di numerose case di soggiorno per digiunatori che sorgono un po' ovunque negli Stati Uniti e pubblica Basic Principles of Natural Hygiene (I principi di base dell'igiene naturale").
1956. Shelton viene nominato membro per conto terzi al convegno del "Partito Vegetariano" tenutosi a New York.
1958. Shelton pubblica The Road to Health Via Natural Hygiene e Human Beauty: Its Culture & Hygiene.
1959. Un'azienda produttrice di mais fa una donazione di 50.000 dollari (somma consistente all'epoca) per la costruzione di una nuova "Scuola della Salute" con la possibilità di creare 40 posti per digiunanti. Herbert M. Shelton ha adesso 64 anni, con alle spalle 30.000 digiuni supervisionati (dall'inizio della sua carriera) e 30 pubblicazioni cartacee. Viene ora riconosciuto a livello mondiale per i suoi lavori rivoluzionari nel campo della salute.
1961. Shelton pubblica Rubies in the Sand ("Rubini nella sabbia").
1964. Il periodico Hygienic Review fondato da Shelton compie 25 anni.
1965. Virginia Vetrano, già collaboratrice di Shelton, ottenuto il dottorato in medicina, decide di lavorare a tempo pieno alla Health School di Shelton.
1968. Shelton pubblica Man's Pristine Way of Life.
1972. Nel 1972, all'età di 77 anni, Shelton è costretto a stare sempre a letto a causa di una malattia neuromuscolare degenerativa (forse la malattia di Parkinson). Morirà tredici anni più tardi, senza essere stato capace di migliorare la propria salute. I suoi contemporanei rimasero molto impressionati nel vederlo incapace di camminare, parlare o scrivere normalmente, come era solito fare un tempo.
1974. Scrive il suo ultimo libro sul digiuno (Fasting for Renewal of Life), ma continua comunque a scrivere fino al 1980 per la rivista igienista.
1975. Fallisce il progetto, lanciato in collaborazione con la Vetrano, di fondare un'università igienista, a causa di dissesto finanziario.
1978. Un altro paziente muore in una delle sue scuole, questa volta apparentemente per attacco cardiaco. Si trattava di un uomo (Hal Conrad) di 49 anni che, condannato dalla diagnosi medica a subire una colostomia e un'ileostomia (e a portare un sacchetto per le feci), decide di digiunare in una clinica di Shelton. Venne fatta una richiesta affinché l'uomo potesse essere trasferito all'ospedale, dove muore per un attacco cardiaco. La moglie del deceduto esige come risarcimento da Shelton la somma di 890.000 dollari.
1980. Dopo 17 anni la Vetrano decide di aprire una scuola della salute in proprio a Brownsville, in Texas. La Health School di Shelton sotto la nuova gestione non dura a lungo. Il 1980 segna anche l'anno dell'ultimo numero della Hygienic Review.
1983. Dopo due lunghi anni di battaglia legale, Shelton perde la precedente causa. Il verdetto, che lo vede condannato per accusa di omicidio colposo e lo condanna al versamento della somma stabilita di 890.000 dollari, è per Shelton la rovina, con conseguente chiusura della scuola.
1985. Shelton muore all'età di 90 anni

## Opere
Riportiamo qui parte delle pubblicazioni della prolifica produzione scheltoniana.
- 1922. Introduzione all'igiene naturale (An introduction to natural hygiene)
- 1926. Vivere la vita per vivere più a lungo (Living Life to Live it Longer)
- 1928. Vita umana: sue leggi e filosofia (Human Life Its Philosophy and Laws)
- 1931. La cura igienica dei bambini (The hygienic care of children)
- 1931. La cura naturale del cancro e la sua vera prevenzione per mezzo di semplici metodi naturali (The natural cure of cancer and its positive prevention by simple natural methods)
- 1934. Il sistema igienico (The hygienic system)
- 1935. Ortotrofia (Orthotrophy)
- 1938. Sifilide (Syphilis)
- 1938. Sfruttamento della sofferenza umana (Exploitation of human suffering)
- 1940. La facile combinazione degli alimenti (Food combining made easy)
- 1949. Principi di base dell'igiene naturale (Basic principles of natural hygiene)
- 1950. Salute per tutti (Health for All)
- 1953. Guarigione (Recovery)
- 1957. La gioia di stare bene (The joys of getting well)
- 1960. Nutrizione superiore (Superior nutrition)
- 1962. Stare bene (Getting Well)
- 1961. Rubini nella sabbia (Rubies in the sand)
- 1964. Il digiuno può salvarvi la vita (Fasting can save your life)
- 1968. Igiene naturale (Natural hygiene)
- 1968. Salute per milioni (Health for the Millions)
- 1971. Esercizio! (Exercise!)
- 1974. Il digiuno per il rinnovo della vita (Fasting for renewal of life)
- 1978. La scienza e la raffinata arte del digiuno (The science and fine art of fasting)
- 1984. La scienza e la raffinata arte della nutrizione (The science and fine art of food and nutrition)
- 1985. Libro dietetico per la perdita di peso con l'igiene naturale (Original Natural Hygiene Weight Loss Diet Book)
- 1985 Danni causati da VACCINI E SIERI (Casa Editrice Igiene Naturale S.r.l.)